# Kristen Bell
Pour les articles homonymes, voir Bell.
Kristen Bell est une actrice américaine, née le 18 juillet 1980 à Huntington Woods (Michigan).
Après de petits rôles à la télévision et au cinéma, elle est révélée au grand public avec le rôle-titre de la série télévisée Veronica Mars (2004-2007). Elle reprend ce rôle dans le long métrage du même nom sorti en 2014 puis, en 2019, dans une nouvelle saison de la série. À la suite de la série, elle apparaît dans plusieurs comédies, souvent romantiques : Sans Sarah, rien ne va ! (2008), Thérapie de couples (2009), C'était à Rome (2010), Encore toi ! (2010).
Parallèlement elle est la narratrice de la série Gossip Girl (2007-2012), rôle qu'elle reprendra dans une suite du même nom en 2021. Elle joue également dans la série House of Lies (2012-2016), dont elle partage l'affiche avec Don Cheadle, puis dans la série The Good Place (2016-2020), une comédie fantastique qui lui vaut une nomination pour le Golden Globe de la meilleure actrice dans une série télévisée musicale ou comique.
Au cinéma, après plusieurs films — Miracle en Alaska (2012), L'Amour malgré tout (2013), Some Girl(s) (2013) et The Lifeguard (2014) — elle connait un grand succès en doublant la princesse Anna d'Arendelle dans le film d'animation des studios Disney La Reine des neiges, puis en tenant l'un des rôles principaux des comédies potaches Bad Moms (2016) et Bad Moms 2 (2017).

## Biographie

### Enfance et formation
Kristen Bell est née à Huntington Woods, une banlieue de Détroit, dans le Michigan. Américaine d'origines polonaise, écossaise et irlandaise, Kristen Bell est la fille de Tom Bell, directeur de journal télévisé pour la WOAI-TV à San Antonio, et d'une infirmière, Lorelei Annie. Ses parents ont divorcé quand elle avait deux ans, Kristen Bell a ainsi deux demi-sœurs, Sara et Jody, du deuxième mariage de son père et quatre demi-frères et sœurs issus du deuxième mariage de sa mère à Jean Raymond Avedian, Laura, John, Matt Avedian et Megan. Bell a un strabisme, ce qui affecte son œil droit. Elle l'a hérité de sa mère, qui l'avait corrigé quand elle était enfant. Bell affirme que si elle n'a pas assez de sommeil, cela aggrave le mal. Elle appelle son œil droit « Wonky » (mot d'argot signifiant « de traviole »),.
À l'âge de quatre ans, elle n'aimait pas son prénom. Sa mère la convainc d'utiliser son deuxième prénom, Anne ; elle utilise donc le prénom de Annie jusqu'au lycée.
Elle fait ses études à l'école élémentaire de Burton à Huntington Woods. Elle tient son premier rôle dans une comédie musicale de son collège : Dorothy Gale dans Le Magicien d'Oz. Elle passe son premier casting à l'âge de onze ans et obtient en 1992 un double rôle, celui d’une banane et d’un arbre, dans une production de théâtre de Détroit. Sa mère s’installe avec un agent lorsqu'elle a 13 ans, ce qui lui permet d’apparaître dans des publicités locales de Détroit aussi bien à la télévision que dans des journaux. Elle commence alors à prendre des cours de comédie avant de prêter ses traits à Sally Wister dans The History Channel’s Choosing Sides: Young Voices on the Revolution dans une pièce de théâtre au Hall Visitors Center de Philadelphie.
Juste avant de passer son diplôme au lycée, ses parents décident de la retirer du système scolaire public et lui font poursuivre ses études dans une institution privée, le lycée catholique Shrine, près de Royal Oak, où elle participa aux clubs de théâtre et de musique. Durant ses années de lycée, elle participe à de nombreuses pièces de théâtre et est même nommée « la fille la plus jolie » dans le livre de fin d'année de son lycée par le vote de ses camarades de promotion.
À l'âge de 17 ans, sa meilleure amie, qu'elle avait rencontrée à 11 ans à la compagnie de théâtre de Détroit, est tuée dans un accident de voiture. Kristen Bell dit plus tard que ce fut à la fois la pire et la meilleure chose qui lui soit arrivée : « Lorsque l'on se rend compte qu'il ne faut pas prendre les choses pour acquises, on vit une vie beaucoup plus heureuse. »
Peu de temps après l'obtention de son diplôme au lycée, Kristen Bell déménage à New York et prend des cours d'art dramatique à la Tisch School of the Arts. En 2001, lors de sa dernière année à l'université, elle obtient le rôle de Becky Thatcher dans la pièce Les Aventures de Tom Sawyer à Broadway. L'année suivante, elle joue Susanna Walcotts dans Les Sorcières de Salem face à Liam Neeson qui interprète John Proctor. Elle débute ensuite sur grand écran en faisant de la figuration.

### Carrière

#### Débuts d'actrice
Elle n'est pas créditée pour son tout premier rôle au cinéma dans le film Secrets, mensonges et ... mariage, mais l'est pour le film Pootie Tang, également sorti en 1998. Cependant, sa scène est coupée au montage et n’apparaît que pendant les crédits du film.
En 2001, elle quitte l’université et commence à apparaître dans des petits rôles au cinéma. Elle auditionne ensuite pour obtenir le rôle de Chloe Sullivan dans la série Smallville, rôle qui est finalement confié à Allison Mack. En 2002, elle joue aux côtés de Liam Neeson et Laura Linney dans une version des Sorcières de Salem à Broadway, puis part s’installer à Los Angeles, en Californie en 2002.
Elle apparaît alors dans plusieurs séries à la télévision où elle se fait enfin remarquer, mais a du mal à obtenir un rôle régulier. Elle joue notamment dans The Shield, où elle joue le rôle d'une adolescente victime d'abus sexuel, Nos plus belles années, Deadwood ou encore Everwood. Elle auditionne ensuite pour la série Skin sans succès. En 2003, elle obtient enfin un premier rôle dans le téléfilm Un été avec mon père pour la chaîne Hallmark Channel. Sa prestation dans ce film lui vaut des critiques élogieuses et elle fait ensuite une apparition dans l’émission Punk'd : Stars piégées.

#### Révélation télévisuelle

Logo original de la série télévisée Veronica Mars.

En 2004, Kristen Bell apparaît dans le téléfilm Le Choix de Gracie sur la chaîne Lifetime dans le rôle principal, qui est un des plus gros records d’audience que la chaîne ait jamais enregistré. Elle enchaîne ensuite au cinéma dans le film Spartan de David Mamet dans le rôle de Laura Newton, la fille du président américain aux côtés de Val Kilmer.
C’est à la télévision que Kristen Bell, alors âgée de 24 ans, obtient le rôle qui la révèle au grand public dans la série Veronica Mars. Kristen Bell y joue le rôle principal, une ado de 17 ans, détective privée à ses heures, qui tente de découvrir les secrets dont regorge la ville où elle habite. C'est à la rentrée 2004 que commence la diffusion de cette série dont elle tient le rôle-titre. Pour ce rôle, Joss Whedon la surnomme la « Harry Potter des séries télé ».
La série obtient les faveurs des critiques, de même que l’interprétation de Kristen Bell. D’ailleurs, certains critiques déclarent alors qu’elle mérite un Emmy Awards. Cependant, en raison de ses audiences jugées trop en deçà des espérances de la chaîne, la série est menacée d’annulation à la fin de chaque saison. Elle est cependant soutenue par des milliers de fans, notamment en envoyant des barres Mars aux dirigeants de la chaîne afin de la sauver. La série est finalement arrêtée après trois saisons malgré tous les efforts faits par les fans et les membres de la production.

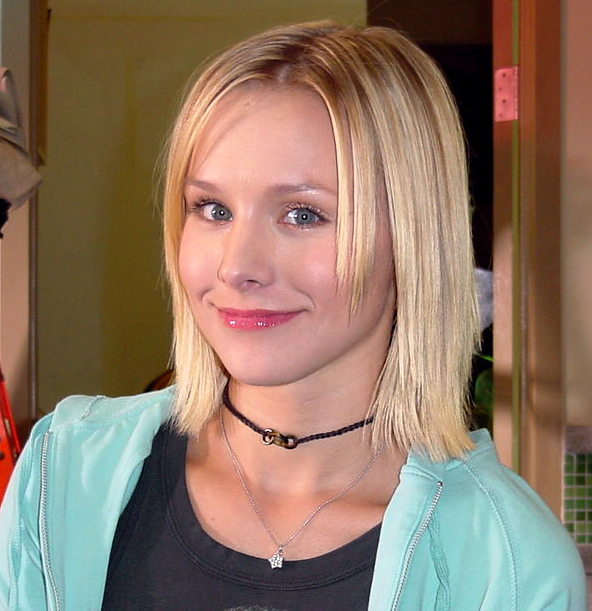
Kristen Bell sur le tournage de Veronica Mars en 2007.

Parallèlement à la série, le cinéma commence à lui faire « les yeux doux ». En 2005, elle reprend le rôle qu’elle avait joué à Broadway dans la comédie musicale Reefer Madness (Reefer Madness: The Movie Musical). Le 8 septembre 2005, elle assiste à la 57e cérémonie des Emmy Awards et y chante la chanson Fame. La même année, Kristen Bell et le casting de Veronica Mars sont nommés dans les catégories « meilleure nouvelle actrice » et « meilleure nouvelle série » aux Teen Choice Awards. En 2006, Kristen Bell remporte le Saturn Award dans la catégorie « meilleure actrice de télévision » pour son rôle. Parallèlement à la série, elle joue dans le film Fifty Pills dans le rôle de Gracie qui est présenté à l’ouverture du festival du film de TriBeCa. Suivent ensuite le film court indépendant The Receipt, le thriller Roman réalisé par Angela Battis, et le film d’horreur Pulse avec Ian Somerhalder et Christina Milian, remake américain du film japonais Kaïro dans lequel elle joue le rôle de Mattie.
Malgré l’annulation de Veronica Mars, l'actrice garde un pied dans la télévision. Elle entend parler d'une nouvelle série de la CW et décide de s’entretenir avec les dirigeants de la chaîne afin d’apparaître dans la nouvelle série Gossip Girl. Bien qu’elle se juge à ce moment trop vieille pour incarner un personnage d’adolescente à l’écran, elle leur propose de jouer le rôle de la narratrice. Ayant apprécié ses narrations dans Veronica Mars, ils ne tardent pas à lui confier le rôle de la célèbre blogueuse dès la rentrée 2007.
La chaîne ABC lui propose au même moment d’intégrer le casting de la série Lost, ce qu’elle refuse ne voulant pas déménager à Hawaï où la série est tournée,,. Elle obtient cependant le rôle de Ella Bishop dans les saisons 2 et 3 de la série fantastique Heroes. Le 29 juillet 2007, lors d’une rencontre avec les acteurs Zachary Quinto et Masi Oka ainsi que plusieurs scénaristes de la série au retour du Comic-Con de San Diego, les scénaristes mentionnent qu’ils souhaiteraient qu’elle intègre le casting, ce à quoi elle répond qu’elle en serait ravie. Elle y apparaît dans les saisons 2 et 3, pour treize épisodes diffusés entre 2007 et 2008.
Durant l’été 2007, elle tourne à Hawaï une comédie romantique produite par Judd Apatow, dont le succès l'éloigne de la télévision.

#### Cinéma et perte de vitesse

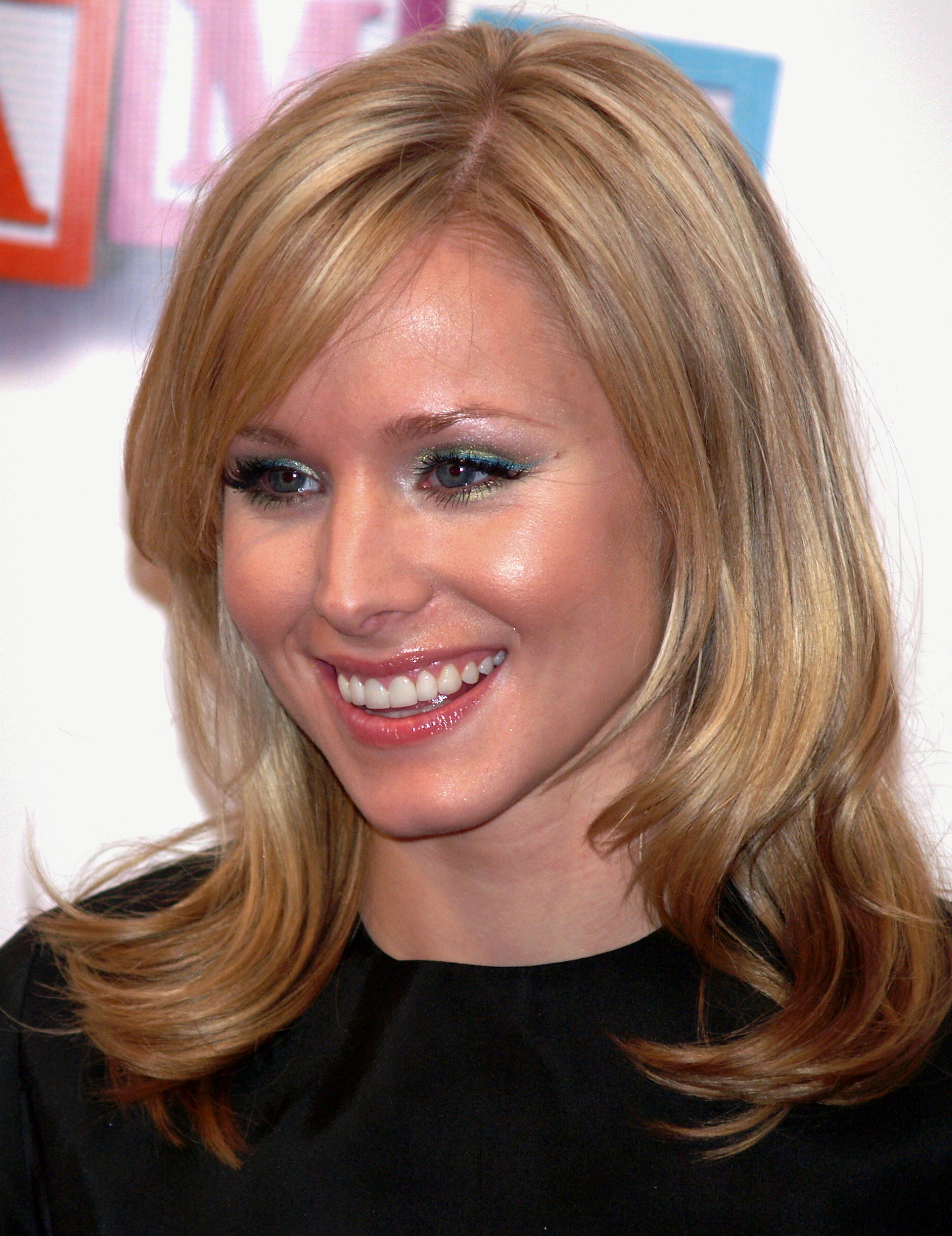
Kristen Bell au festival du film de Tribeca 2008, l'année de sortie de Sans Sarah, rien ne va !.

L'année 2008 est non seulement marquée par la fin de sa participation à Heroes, mais surtout par la sortie de Sans Sarah, rien ne va !, dont elle tient le rôle-titre, aux côtés de Jason Segel. Le film remporte un joli succès critique et commercial. Cependant, l'actrice enchaîne ensuite les échecs.
En 2009, sort discrètement le film Fanboys où elle joue une mordue de Star Wars. Le film est éreinté par la critique et connait une exploitation discrète. Elle joue aussi aux côtés de Meg Ryan dans la comédie romantique Quitte-moi... si tu peux ! (Serious Moonlight), ainsi que dans Thérapie de couples avec Vince Vaughn et Jason Bateman qui joue son mari, mettant en scène quatre couples qui partent sur une île paradisiaque afin de régler leurs problèmes. Les deux films sont d'autres échecs critiques et commerciaux cuisants.
La même année, elle prête aussi sa voix au personnage de Cora dans la version originale du film d'animation Astro Boy, puis à Marybelle dans Sheepish et au personnage de Lucy Stillman pour les jeux vidéo Assassin's Creed.
L'année 2010 n'est pas meilleure : la comédie romantique C'était à Rome, de Mark Steven Johnson tournée début 2008 à New York, dans lequel elle a pour partenaire Josh Duhamel, est un nouveau flop critique et commercial. Elle tient aussi des seconds rôles dans la comédie Encore toi ! aux côtés de Jamie Lee Curtis et Sigourney Weaver, puis dans le film musical Burlesque, où elle joue la rivale de Christina Aguilera aux côtés de la chanteuse Cher.
Cette année, elle peut juste compter sur une participation à deux épisodes de la série Party Down, produite par Rob Thomas, le créateur de Veronica Mars ; ainsi que le rôle de Sarah Marshall dans la suite American Trip. Ces deux retours lui permettent de regagner les faveurs de la critique. Par ailleurs, elle participe au clip de Yeasayer pour la chanson Madder Red, où elle s'éprend d'un monstre, qu'elle a comme animal de compagnie.
Le 27 août 2010, USA Today annonce que Kristen Bell a rejoint le casting de la comédie horrifique Scream 4, elle tient un petit rôle semi-parodique aux côtés de Anna Paquin. Mais elle prépare surtout son retour à la télévision.
En octobre 2010, elle est approchée par le producteur Bryan Fuller pour jouer le rôle de Marilyn dans une version moderne de la série des années 1960 Les Monstres qui serait diffusée sur la chaîne américaine NBC. Mais le projet ne dépasse pas le stade de l'épisode pilote. En revanche, elle décroche le premier rôle féminin d'une nouvelle série de la chaîne Showtime.

#### Diversification: seconds rôles, cinéma indépendant et doublage

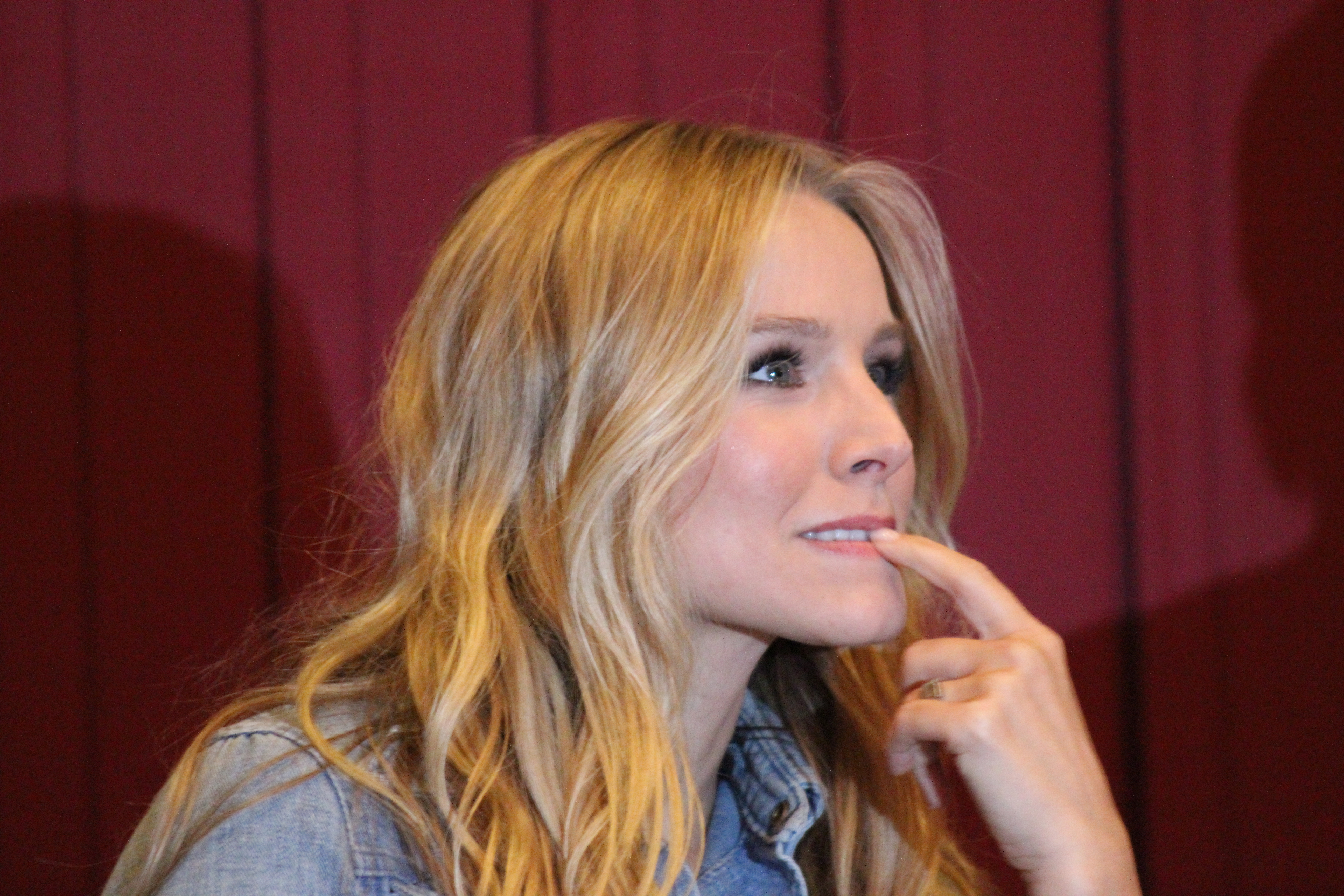
L'actrice en juin 2012, pour la promotion de Hit and Run.

Début 2011, l'actrice est officialisée dans le premier rôle féminin de la nouvelle série de la chaîne américaine Showtime House of Lies aux côtés de la star Don Cheadle,. Elle y interprète une jeune consultante prête à tout pour réussir et qui développe une attirance problématique pour son collègue Marty (Don Cheadle). Ce rôle de dure à cuire à la télévision lui permet à s'extirper du registre de la comédie romantique au cinéma.
En 2012, elle est à l'affiche du film familial Miracle en Alaska aux côtés de Drew Barrymore et John Krasinski, relatant l'histoire de trois baleines grises de Californie piégées dans la glace arctique en octobre 1988, dont la situation critique est l'occasion d'un véritable mouvement médiatique dans la minuscule ville de l'Alaska, puis prête sa voix au film d'animation Flatland 2: Sphereland. Elle tient aussi un second rôle dans le film indépendant Safety Not Guaranteed, puis partage l'affiche de la comédie Hit and Run avec son compagnon Dax Shepard, mais aussi Tom Arnold et Bradley Cooper, qui reçoit des critiques mitigées et qui est un échec au box-office, en ne récoltant que 14 453 354 dollars de recettes mondiales.
La même année, elle est l'une des têtes d'affiche de la comédie dramatique L'Amour malgré tout (Stuck in Love), aux côtés de Greg Kinnear et Jennifer Connelly, qui obtient de bonnes critiques et est un succès commercial au box-office.

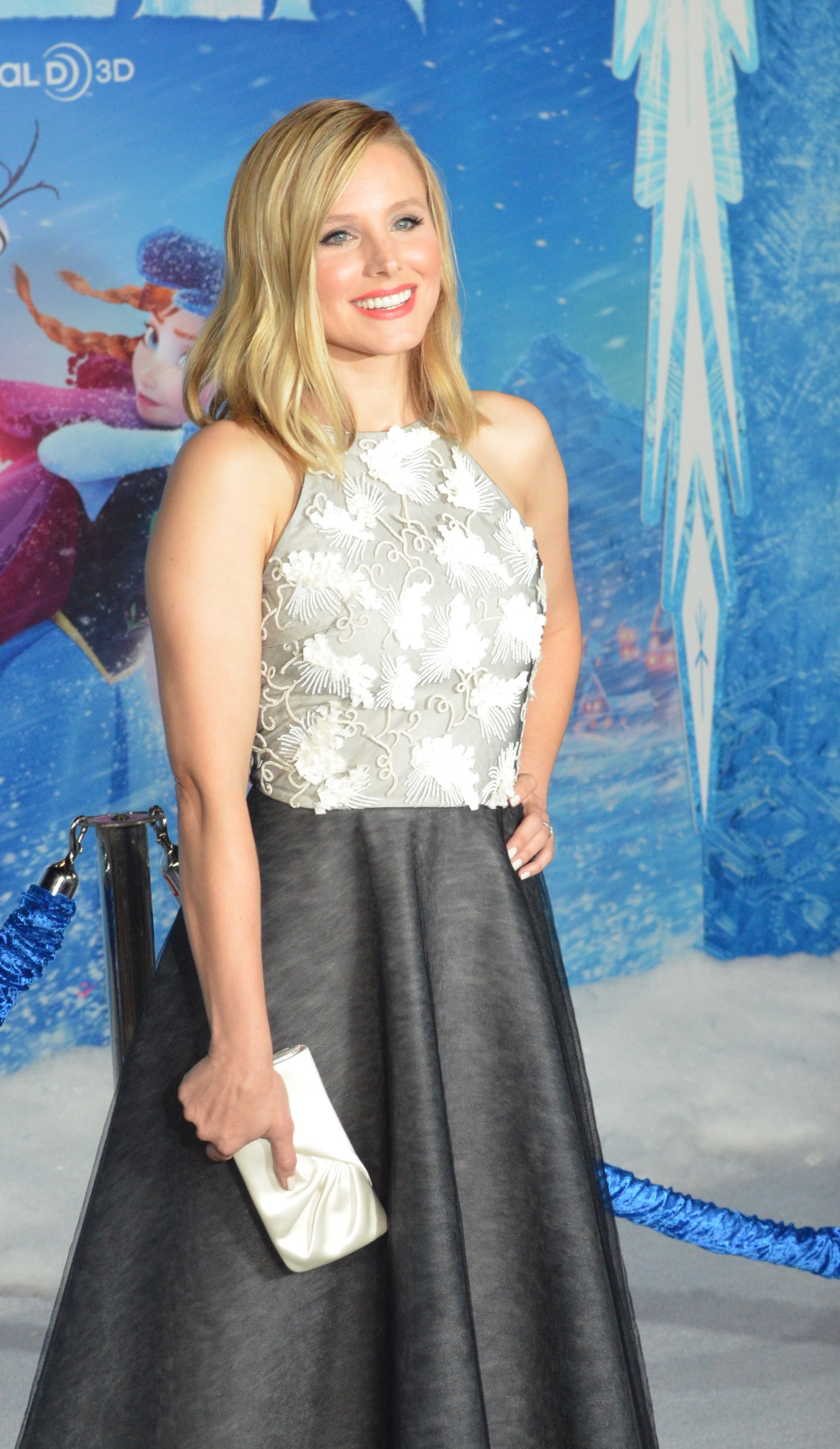
L'actrice à la première mondiale de La Reine des neiges, en novembre 2013.

En 2013, elle est dans trois longs-métrages : tout d'abord, elle fait partie du casting de la comédie à sketch-es My Movie Project, à laquelle contribuent d'autres stars comme : Richard Gere, Kate Winslet, Halle Berry, Hugh Jackman, Naomi Watts, Gerard Butler, Anna Faris, Justin Long, Johnny Knoxville, Christopher Mintz-Plasse, Seann William Scott, Emma Stone, Dennis Quaid, Common, Seth MacFarlane, Uma Thurman, Leslie Bibb et Terrence Howard. Le film, massacré par la critique qui le qualifie comme l'un des pires films de tous les temps,,,, est un échec cuisant au box-office mondial, remportant ainsi trois prix dont celui du pire film sur les six nominations lors de la cérémonie des Razzie Awards.
Elle est aussi la tête d'affiche de deux films indépendants : Some Girl(s), adaptation de la pièce de théâtre du même nom, menée par Adam Brody, puis The Lifeguard, dont elle tient le rôle-titre, celui d'une journaliste qui devient maître-nageur, tout en nouant une relation avec un jeune délinquant. Ce projet plus ambitieux est cependant un nouvel échec critique.
Cependant, en fin de cette même année, son travail assidu dans de doublage est enfin récompensé par un énorme succès : en effet, elle prête sa voix à l'une des héroïnes du film d'animation La Reine des neiges, produit par Walt Disney Pictures, et elle interprète également quelques titres sur la bande originale du film. Le film totalise 1 274 219 009 dollars de recettes mondiales, l'érigeant au rang de film d'animation ayant été le plus vu au cinéma.
Entre-temps, le 13 mars 2013, le scénariste Rob Thomas et Kristen Bell ont lancé une « campagne Kickstarter », plateforme de financement participatif, afin de réaliser un film tiré de la série Veronica Mars. Rob Thomas espère alors récolter deux millions de dollars de dons, soit la somme la plus importante jamais demandée par un projet de film via Kickstarter. Le projet est lancé vers ♂[Quoi ?] sur Kickstarter. En cas de succès, le film Veronica Mars pourrait entrer en phase de tournage dès l'été 2013 pour une sortie au début de 2014, affirme Rob Thomas. L'objectif a été atteint en moins de onze heures et à peine vingt-quatre heures plus tard, le projet a reçu près de 3,3 millions de promesses de dons, une somme record qui dépasse déjà les attentes de Rob Thomas. Le 14 mars 2014, le film sort aux États-Unis. Étant un film indépendant issu d'un financement participatif et non distribué par un grand studio, le film sort dans quelques salles aux États-Unis, obtient des critiques positives et atteint 3 485 127 millions de dollars de recettes. En France, il sort le même jour, mais seulement en vidéo à la demande.
La même année, elle participe à trois épisodes de la série comique Parks and Recreation.

#### Retour au premier plan

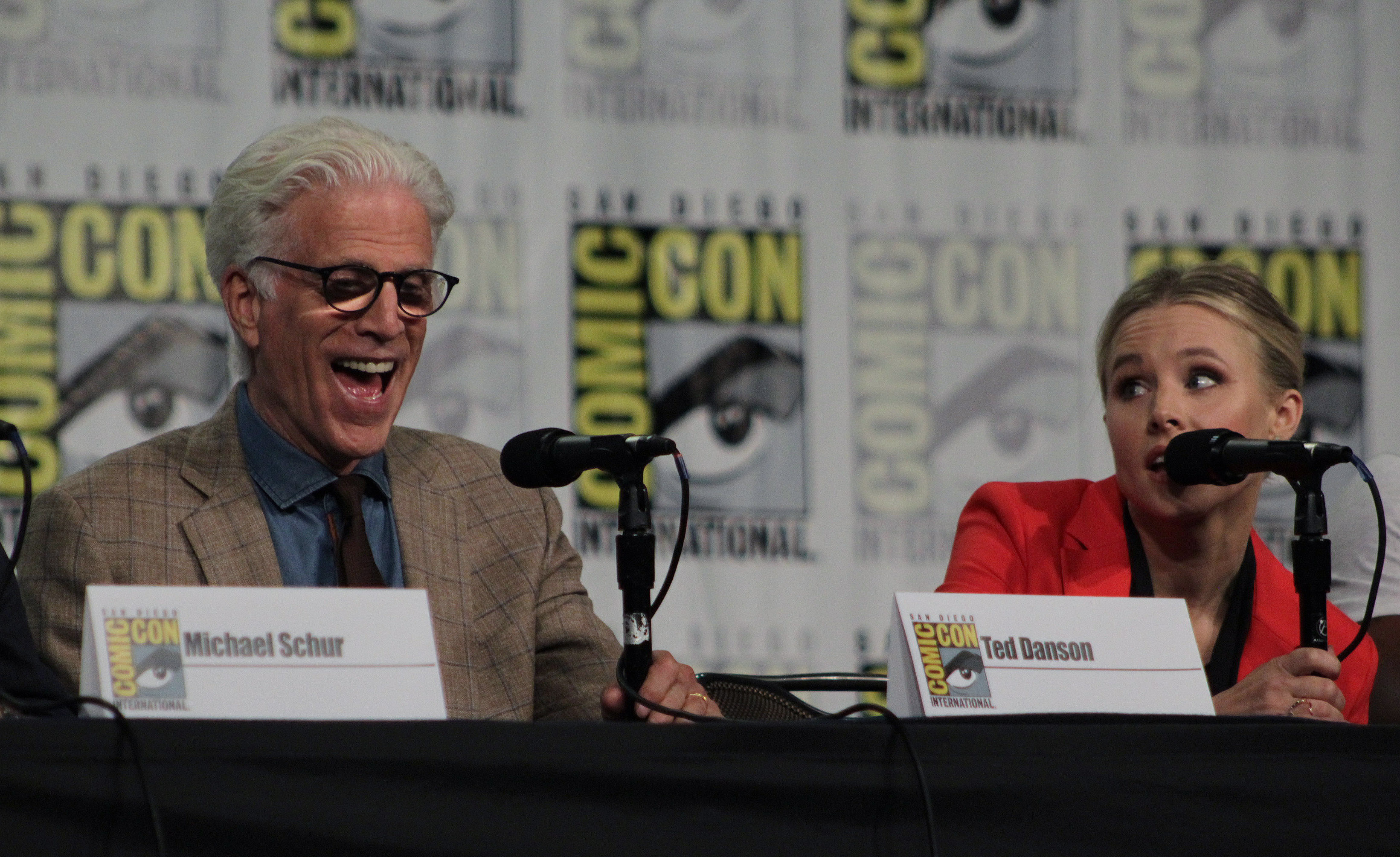
L'actrice aux côtés de Ted Danson, pour la promotion de The Good Place au San Diego Comic-Con 2018.

En 2015, elle redevient la voix d'Anna, le personnage principal dans le court-métrage d'animation La Reine des neiges : Une fête givrée, suite du film à succès La Reine des neiges, réalisé par Walt Disney Pictures.
En 2016, après un doublage pour le film d'animation Zootopie, l'actrice obtient un énorme succès commercial avec la comédie Bad Moms, dans laquelle elle partage l'affiche avec Mila Kunis et Christina Applegate.
La même année, House of Lies se conclut au bout de cinq saisons, mais l'actrice rebondit aussitôt vers un nouveau projet. Elle devient l'héroïne d'une nouvelle série télévisée comique et fantastique, The Good Place, la nouvelle comédie du créateur de Parks and Recreation. L'actrice en partage la vedette avec l'expérimenté Ted Danson. Diffusée sur le réseau NBC, aux États-Unis et sur la plateforme Netflix, en France, la série rencontre son public et séduit la critique. En effet, la distribution, l'humour et la narration humoristique ainsi que son côté rafraîchissant et les nombreux rebondissements sont salués,,.
En 2017, Kristen Bell reprend son rôle pour la suite de Bad Moms dans Bad Moms 2, aux côtés de Mila Kunis, Kathryn Hahn, Cheryl Hines, Christine Baranski et Susan Sarandon. Le film est un succès, récoltant $130 millions de dollars dans le monde et est acclamé par la critique.
Le 3 août 2018, elle est en tête d'affiche du film Tel père, aux côtés de Kelsey Grammer et Seth Rogen, disponible uniquement sur la plateforme Netflix. Il est un succès et obtient de bonnes critiques,.
Le 5 septembre 2018, elle prête sa voix à l'un des personnages principaux du film d'animation Teen Titans Go! to the Movies, aux côtés de Nicolas Cage et Will Arnett,. Le film est un succès avec 51,9 millions de dollars récoltés uniquement aux États-Unis et est unanimement acclamé par la critique, pour son humour ravageur, son intelligence et ses nombreux clins d'œils à l'univers DC Comics,,,,,,.
En fin d'année, les nominations pour la 76e cérémonie des Golden Globes sont dévoilées, Kristen Bell décroche une citation pour le Golden Globe de la meilleure actrice dans une série télévisée musicale ou comique pour The Good Place. La série est aussi en lice pour le Golden Globe de la meilleure série télévisée musicale ou comique.
Le 13 février 2019, elle est à l'affiche du film d'animation de Disney Ralph 2.0, qui comprend également d'autres acteurs à renommée internationale comme Taraji P. Henson, Gal Gadot, Mandy Moore, Tim Allen, Jane Lynch, Vin Diesel ou encore T.J. Miller. Le film est un succès, avec plus de 311 millions de dollars récoltés, tout en obtenant d'excellentes critiques,. Il reçoit une nomination pour le meilleur film d'animation à la 76e cérémonie des Golden Globes et à la 24eme Critics' Choice Awards,.
La même année, elle incarne une nouvelle fois le personnage emblématique qui la révélée au grand public, Veronica Mars, et ce, pour une quatrième saison distribuée par la plateforme Hulu. Cette saison inédite est composée de huit épisodes d'une heure, un format plus court lui permettant d'assurer, en parallèle, le tournage de la dernière saison de The Good Place. En novembre 2019, elle remporte le People's Choice Awards de la meilleure actrice dans une série télévisée comique. En fin d'année, elle retrouve Anna dans La Reine des neiges 2, suite du film d'animation à succès.
En 2020, The Good Place est arrêtée à l'issue de la quatrième saison,. Et elle prête une seconde fois sa voix à la mystérieuse Gossip Girl dans la suite télévisée de la série de 2007. Simplement intitulée Gossip Girl, cette suite se déroule dans la continuité de la première série mais avec une nouvelle génération d'adolescents.

## Image médiatique

### Vie privée

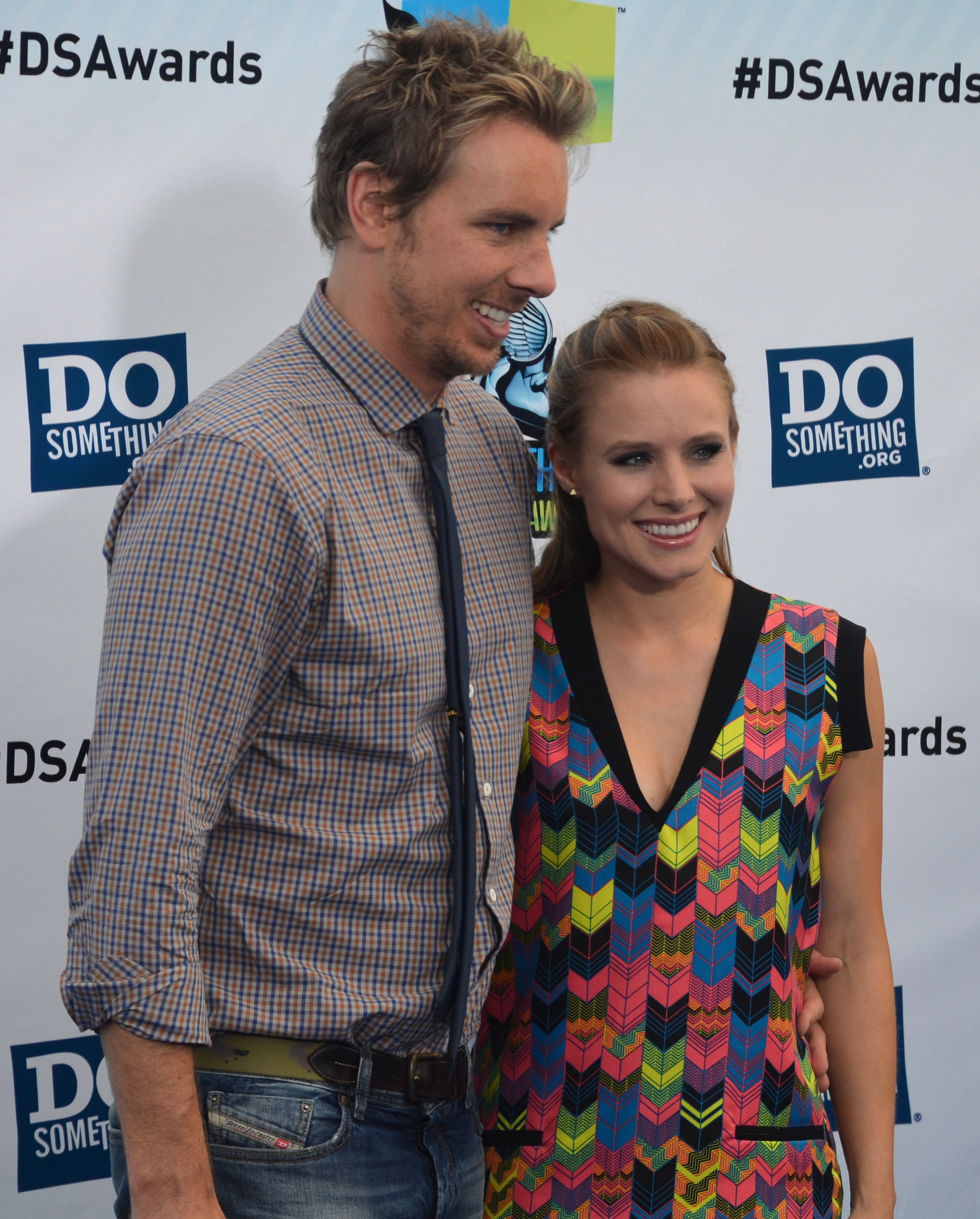
Kristen Bell et son époux Dax Shepard en août 2012.

En 2007, Kristen Bell a mis un terme à sa relation avec l'acteur Kevin Mann, qu'elle fréquentait depuis octobre 2002,. Plus tard, Kristen Bell a déclaré dans le magazine Complex : « les relations amoureuses me donnent envie de vomir ; pas de grossièreté - bon, peut-être bien, mais elles me provoquent surtout des crises de nerfs. » Elle a également déclaré : « J'ai toujours été une monogame en série. ».
Depuis septembre 2007, Kristen Bell est la compagne de l'acteur Dax Shepard. Ils ont annoncé leurs fiançailles en janvier 2010,. Après que le Defense of Marriage Act a légalisé le mariage homosexuel en Californie le 26 juin 2013, Kristen Bell a demandé son fiancé en mariage sur Twitter, qui a accepté sa demande. Le couple s'est marié le 17 octobre 2013, lors d'une cérémonie privée, à Beverly Hills. Ensemble, ils ont deux filles : Lincoln Bell Shepard (née le 28 mars 2013) et Delta Bell Shepard (née le 19 décembre 2014).
En 2010, Kristen Bell a révélé avoir rencontré l'acteur Matthew Morrison à l'Université et qu'ils se sont fréquentés pendant près d'un an.
Elle est très proche de l'acteur Ryan Hansen, connu pour avoir interprété Dick Casablancas dans la série Veronica Mars dont elle est l’héroïne,. En effet, sa femme Amy Russell, est une ancienne camarade de chambre de Kristen Bell.

### Vie publique

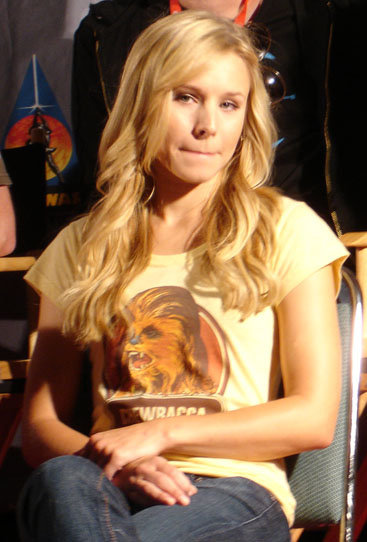
L'actrice au Star Wars Celebration IV, en mai 2007.

Malgré son statut de célébrité, Kristen Bell affirme qu'elle ne se sent pas très concernée car personne ne la reconnaît la plupart du temps. Elle explique : « Lorsque je suis avec Hayden Panettiere, personne ne prend de photo de moi. Je me mets sur le côté et j'attends qu'ils aient fini de la photographier. » Kristen Bell est une invitée récurrente de l'émission The Late Late Show with Craig Ferguson dans laquelle elle apparait en interviews ou dans des sketches. Dans cette émission, elle est d'ailleurs apparue avec Geoff Peterson et Jean Reno dans les cinq éditions spéciales tournées en France durant l'été 2011.
En janvier 2011, elle devient le nouveau visage de la marque Neutrogena.

### Engagements

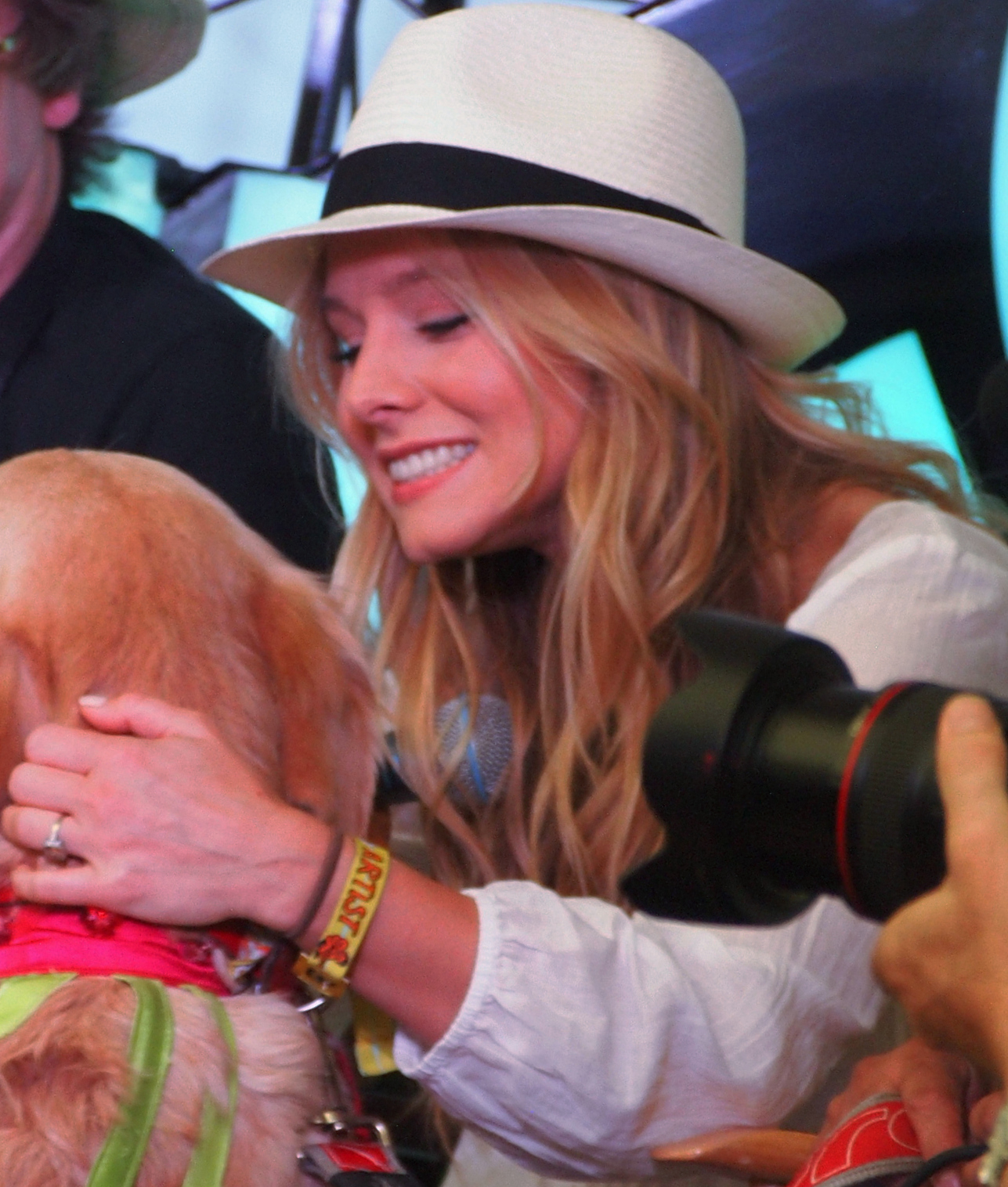
Kristen Bell en juin 2012, à une conférence de presse au Bonnaroo Music.

À l'âge de 11 ans, Kristen Bell devient végétarienne. Dans une interview avec PETA, elle déclare d'ailleurs : « J'ai toujours adoré les animaux. J'ai longtemps eu du mal à dissocier les animaux que je cajole (chiens et chats) et ceux dans mon assiette, et je n'ai jamais beaucoup apprécié le goût de la viande. Mais j'ai toujours aimé les choux de Bruxelles ». Lorsqu'elle vivait dans le Michigan, Kristen Bell a adopté des animaux de la Michigan Humane Society et elle soutient aujourd'hui le centre pour animaux Helen Woodward situé à San Diego. Kristen Bell participe souvent à des collectes de fonds pour des associations telles qu'ASPCA et d'autres organisations vouées à la protection des animaux. En 2007, elle a un chien nommé Lola, un chihuahua nommé Shakey et un labrador retriever noir nommé Sadie, qui avait déjà 11 ans lorsqu'elle l'a adopté après le passage de l'ouragan Katrina en 2005,.
Kristen Bell et d'autres personnes ayant travaillé sur la série Veronica Mars sont impliqués dans l'association Invisible Children qui a pour but de faire prendre conscience de la détresse des ougandais qui se retrouvent au milieu d'une guerre civile entre le gouvernement et la résistance armée de Joseph Kony. Kristen Bell a également fait une annonce publique en faveur de la campagne nutritionnelle Do Something-Healthy Living.
Kristen Bell a soutenu et fait campagne en faveur de Barack Obama lors de l'élection présidentielle américaine de 2008,. Accompagnée de Rashida Jones, elle s'est rendue sur les campus universitaires du Missouri afin de débattre des candidats et d'encourager les gens à voter. Elle a également montré son soutien à la guilde des scénaristes américains durant leurs grèves de 2008 qui a paralysé l'industrie télévisuelle et cinématographique durant quatre mois en 2007-2008. Elle est ainsi apparue dans les piquets de grèves en décembre 2007 en déclarant « les scénaristes s'attendent à plus de reconnaissance. ».

## Filmographie

### Cinéma

#### Longs métrages
- 1998 : Secrets, mensonges et ... mariage (Polish Wedding) de Theresa Connelly : une adolescente (non créditée)
- 2001 : Pootie Tang de Louis C. K. : la fille du producteur
- 2002 : People Are Dead de Kevin Ford : une amie d'Angela
- 2004 : Spartan de David Mamet : Laura Newton
- 2005 : Deepwater de David S. Marfield : Lauri
- 2006 : Fifty Pills de Theo Avgerinos : Gracie
- 2006 : Pulse de Jim Sonzero : Mattie Webber
- 2006 : Roman d'Angela Bettis : la fille / Isis
- 2008 : Sans Sarah, rien ne va ! (Forgetting Sarah Marshall) de Nicholas Stoller : Sarah Marshall
- 2009 : Quitte-moi... si tu peux ! (Serious Moonlight) de Cheryl Hines : Sara
- 2009 : Fanboys de Kyle Newman : Zoe
- 2009 : Thérapie de couples (Couples Retreat) de Peter Billingsley : Cynthia
- 2010 : C'était à Rome (When in Rome) de Mark Steven Johnson : Beth
- 2010 : Encore toi ! (You Again) d'Andy Fickman : Marni Olsen
- 2010 : Burlesque de Steve Antin : Nikki
- 2010 : American Trip (Get Him to the Greek) de Nicholas Stoller : Sarah Marshall
- 2011 : Scream 4 de Wes Craven : Chloe (caméo)
- 2012 : Miracle en Alaska (Big Miracle) de Ken Kwapis : Jill Gerard
- 2012 : Safety Not Guaranteed de Colin Trevorrow : Belinda St. Sing
- 2012 : Hit and Run de Dax Shepard et David Palmer : Annie (également coproductrice)
- 2013 : My Movie Project (Movie 43) de James Duffy : Supergirl (segment Super Hero Speed Dating)
- 2013 : L'Amour malgré tout (Stuck in Love) de Josh Boone : Tricia
- 2013 : Some Girl(s) de Jennifer Getzinger : Bobbi
- 2013 : The Lifeguard de Liz W. Garcia : Leigh
- 2014 : Veronica Mars de Rob Thomas : Veronica Mars (également productrice exécutive)
- 2015 : Unity de Shaun Monson : la narratrice (documentaire)
- 2016 : The Boss de Ben Falcone : Claire
- 2016 : Bad Moms de Jon Lucas et Scott Moore : Kiki
- 2017 : CHiPs de Dax Shepard : Karen
- 2017 : How to Be a Latin Lover de Ken Marino : Cindy
- 2017 : The Disaster Artist de James Franco : Kristen Bell[105]
- 2017 : Bad Moms 2 (A Bad Moms Christmas) de Jon Lucas et Scott Moore : Kiki
- 2018 : Tel père de Lauren Miller Rogen : Rachel
- 2021 : Queenpins de Aron Gaudet et Gita Pullapilly : Connie Janikowski

- 2022 :   The people we hate at the wedding  de Claire Scanlon : Alice

#### Courts métrages
- 2005 : The Receipt de Tim Garrick : la jolie fille
- 2006 : Flatland: The Movie de Dano Johnson et Jeffrey Travis : Hex
- 2010 : Lost Masterpieces of Pornography de David Mamet : June Crenshaw

#### Films d'animation
- 2002 : Le Royaume des chats (The Cat Returns) d'Hiroyuki Morita : Hiromi Yoshioka (doublage, version anglophone)
- 2009 : Astro Boy de David Bowers : Cora
- 2010 : Astro Boy contre les pirates de David Bowers : Cora
- 2012 : Flatland 2: Sphereland de Dano Johnson : Hex
- 2013 : La Reine des neiges (Frozen) de Chris Buck et Jennifer Lee : la princesse Anna d'Arendelle
- 2014 : This Is the Scene from the New Veronica Mars Movie with the Kickstarter Backers in It! de Danny Jelinek : Veronica Mars
- 2014 : Mary Poppins Quits de Rachel Goldenberg : Mary Poppins
- 2015 : La Reine des neiges : Une fête givrée (Frozen Fever) de Chris Buck et Jennifer Lee : la princesse Anna d'Arendelle (court métrage)
- 2016 : Zootopie (Zootopia) de Byron Howard, Rich Moore et Jared Bush : Priscilla
- 2017 : Joyeuses Fêtes avec Olaf (Olaf's Frozen Adventure) de Kevin Deters et Stevie Wermers : la princesse Anna d'Arendelle (court métrage)
- 2018 : Teen Titans Go! to the Movies d'Aaron Horvath et Peter Rida Michail : Jade Wilson
- 2018 : Ralph 2.0 (Ralph Breaks the Internet) de Phil Johnston et Rich Moore : la princesse Anna d'Arendelle
- 2019 : La Reine des neiges 2 (Frozen 2) de Chris Buck et Jennifer Lee : la reine Anna d'Arendelle
- 2023 : La Pat' Patrouille : La Super Patrouille, le film (PAW Patrol: The Mighty Movie) de Cal Brunker : Janet

### Télévision

#### Téléfilms
- 2003 : Un été avec mon père (The King and Queen of Moonlight Bay) de Sam Pillsbury : Alison Dodge
- 2004 : Le Choix de Gracie (Gracie's Choice) de Peter Werner : Gracie Thompson
- 2005 : Last Days of America de Kevin Ford : l'amie de New York
- 2006 : Reefer Madness d'Andy Fickman : Mary Lane

#### Séries télévisées
- 2003 : The Shield : Jessica Hintel (saison 2, épisode 1)
- 2003 : Mes plus belles années : Amy Fielding (saison 1, épisode 16)
- 2003 : The O'Keefes : la propriétaire du Virginia (saison 1, épisodes 3 et 5)
- 2003 : Everwood : Stacey Wilson (saison 2, épisode 2)
- 2004 : Deadwood : Flora Anderson (saison 1, épisodes 7 et 8)
- 2004-2007 et 2019 : Veronica Mars : Veronica Mars (72 épisodes - également productrice exécutive de 8 épisodes et réalisatrice de 1 épisode)
- 2007-2008 : Heroes : Ella Bishop (12 épisodes)
- 2007-2012 : Gossip Girl : Gossip Girl, la narratrice (121 épisodes, non créditée) / elle-même (saison 6, épisode 10, non créditée)
- 2009-2010 : Party Down : Uda Bengt (2 épisodes)
- 2012-2016 : House of Lies : Jeanny Van Der Hooven (58 épisodes)
- 2012 : Lovin' Lakin : Kristen Bell[105] (mini-série, 9 épisodes)
- 2012 : Burning Love : Mandy (4 épisodes)
- 2013-2014 : Parks and Recreation : Ingrid De Forest (3 épisodes)
- 2014 : Play It Again, Dick : Veronica Mars / Kristen Bell[105] (3 épisodes)
- 2015 : Liv et Maddie : elle-même (saison 3, épisode 8)
- 2016 : iZombie : Kristen Bell[105] (saison 2, épisode 11 - voix, non créditée)
- 2016-2020 : The Good Place : Eleanor Shellstrop (50 épisodes)
- 2017 : Nobodies : Kristen Bell[105] (saison 1, épisode 6)
- 2017 : Ryan Hansen Solves Crimes on Television : Kristen Bell[105] (saison 1, épisode 7)
- 2021-2023 : Gossip Girl : Gossip Girl, la narratrice (22 épisodes, non créditée)
- 2022 : La Femme qui habitait en face de la fille à la fenêtre (The Woman in the House Across the Street from the Girl in the Window) (mini-série) : Anna
- 2024 : Nobody Wants This : Joanne

#### Séries d'animation
- 2009 : The Cleveland Show : Mandy (saison 1, épisode 2)
- 2011 : Glenn Martin DSS : Hayley (saison 2, épisode 23)
- 2011 : Robot Chicken : Hermione Granger / Sara Lee (saison 5, épisode 14)
- 2012 : Unsupervised : Megan (13 épisodes)
- 2014-2015 : Bubble Guppies : Rogirl (4 épisodes)
- 2015 : Les Simpson : Harper Jambowski (saison 27, épisode 6)
- 2016 : Terrific Trucks : Zippy (3 épisodes)
- 2016 : Lego La Reine des neiges : Magie des Aurores Boréales (Lego Frozen Northern Lights) : Anna (mini-série -  3 épisodes)
- 2017 : BoJack Horseman : Ruthie (saison 4, épisode 9)
- 2017 : Les Griffin (Family Guy) : Martha (saison 16, épisode 7)
- 2017-2018 : Big Mouth : Pam (4 épisodes)
- 2020 : Central Park : Molly Tillerman (1re voix, saison 1)
- 2021 : Les Simpson : Marge  (chant seulement - saison 33, épisode 1)
- depuis 2021 : Do, Re & Mi : Mi

### Jeux vidéo
- 2007 : Assassin's Creed d'Ubisoft : Lucy Stillman (voix et visage)
- 2009 : Assassin's Creed II d'Ubisoft : Lucy Stillman (voix et visage)
- 2010 : Assassin's Creed: Brotherhood d'Ubisoft : Lucy Stillman (voix et visage)
- 2013 : Disney Infinity : Anna
- 2019 : Kingdom Hearts III : Anna (doublage, version anglophone)

### Clips
- 2017 : Santa's Coming for Us de Sia : la jeune femme

### Comme productrice
- 2017 : Encore! Back to Woods de Hisham Abed (émission de télévision)
- 2019-2020 : Encore! (série télévisée, 12 épisodes)
- Do, Re & Mi (série télévisée d'animation, 52 épisodes)

## Box-office
Voici les résultats au box-office de quelques films avec Kristen Bell dans lequel elle tient un rôle notable.
Note : Tous les budgets mentionnés sont en dollar américain.
| Films                    | Budget        | États-Unis    | France            | Mondial         |
| ------------------------ | ------------- | ------------- | ----------------- | --------------- |
| Spartan                  | 46 000 000 $  | 4 434 432 $   | NC                | 8 112 712 $     |
| Pulse                    | 20 000 000 $  | 20 264 436 $  | 46 106 entrées    | 29 907 685 $    |
| Fanboys                  | 3 900 000 $   | 688 529 $     | NC                | 960 828 $       |
| Sans Sarah, rien ne va ! | 30 000 000 $  | 63 172 463 $  | 85 183 entrées    | 105 173 115 $   |
| C'était à Rome           | 55 000 000 $  | 32 680 633 $  | NC                | 43 042 835 $    |
| Thérapie de couples      | 70 000 000 $  | 109 204 945 $ | 131 958 entrées   | 171 844 840 $   |
| Astro Boy                | 65 000 000 $  | 19 551 067 $  | 208 369 entrées   | 39 886 986 $    |
| Quitte moi si tu peux    | NC            | 25 339 $      | NC                | 339 014 $       |
| American Trip            | 40 000 000 $  | 60 974 475 $  | 32 728 entrées    | 91 261 479 $    |
| Burlesque                | 40 000 000 $  | 39 440 655 $  | 143 697 entrées   | 89 519 773 $    |
| Scream 4                 | 40 000 000 $  | 38 176 892 $  | 1 070 890 entrées | 103 000 000 $   |
| Encore toi !             | 20 000 000 $  | 25 705 043 $  | NC                | 32 005 248 $    |
| Miracle en Alaska        | 40 000 000 $  | 20 157 300 $  | 4 730 entrées     | 24 719 215 $    |
| Safety Not Guaranteed    | 750 000 $     | 4 010 957 $   | NC                | 4 424 699 $     |
| Hit and Run              | 2 000 000 $   | 13 749 300 $  | 86 656 entrées    | 14 453 354 $    |
| My Movie Project         | 6 000 000 $   | 8 840 453 $   | 56 945 entrées    | 29 926 388 $    |
| L'Amour malgré tout      | 20 000 000 $  | 81 071 $      | NC                | 977 671 $       |
| La Reine des neiges      | 150 000 000 $ | 400 738 009 $ | 5 151 855 entrées | 1 276 480 335 $ |
| Veronica Mars            | 6 000 000 $   | 3 313 391 $   | NC                | 3 476 647 $     |
| The Boss                 | 29 000 000 $  | 63 077 560 $  | NC                | 78 636 257 $    |
| Bad Moms                 | 20 000 000 $  | 113 257 297 $ | 341 379 entrées   | 179 357 297 $   |

## Distinctions

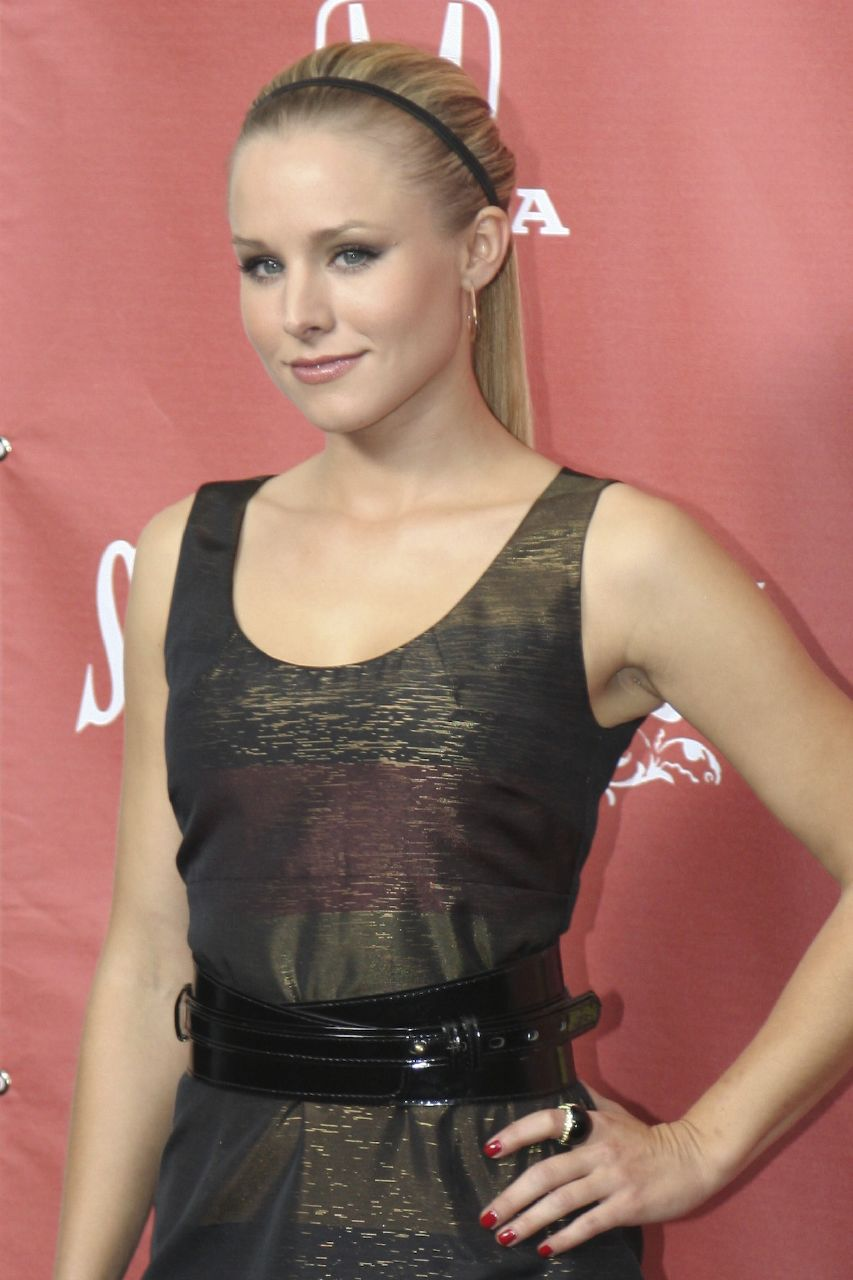
Kristen Bell lors des Scream Awards 2007, pour son rôle dans le film d'horreur Pulse.

Sauf indication contraire ou complémentaire, les informations mentionnées dans cette section proviennent de la base de données IMDb.
Depuis le 19 novembre 2019, elle possède sa propre étoile sur le célèbre Walk of Fame (Hollywood).

### Récompenses
- 2005 : Gold Derby Awards meilleure actrice principale dans une série télévisée dramatique pour Veronica Mars
- Online Film & Television Association Awards 2005 : meilleure actrice principale dans une série télévisée dramatique pour Veronica Mars
- Satellite Awards 2005 : meilleure actrice dans une mini-série ou un téléfilm dans Reefer Madness

- Austin Fantastic Fest 2006 : meilleure actrice dans un second rôle  pour Roman
- Family Film Awards 2006 : meilleur duo père / fille dans une série télévisée dramatique pour Veronica Mars (partagée avec Enrico Colantoni)
- Gold Derby Awards 2006 : meilleure actrice principale dans une série télévisée dramatique pour Veronica Mars
- Saturn Awards 2006 : meilleure actrice de télévision pour Veronica Mars

- EDA Awards 2013 : meilleur personnage féminin animé pour le personnage d'Anna dans une comédie d'animation pour La Reine des neiges
- EDA Awards 2013 :  meilleure animation féminine pour La Reine des neiges

- Feature Film Voice Acting Award 2014 : meilleur doublage pour l'ensemble du casting dans une comédie d'animation pour La Reine des neiges (partagée avec Idina Menzel, Jonathan Groff, Josh Gad, Santino Fontana, Alan Tudyk, Chris Williams, Ciarán Hinds, Livvy Stubenrauch et Eva Bella)
- People's Choice Voice Acting Award 2014 : meilleur doublage pour l'ensemble du casting dans une comédie d'animation pour La Reine des neiges (partagée avec Idina Menzel, Jonathan Groff, Josh Gad, Santino Fontana, Alan Tudyk, Chris Williams, Ciarán Hinds, Livvy Stubenrauch et Eva Bella)

- CinemaCon 2016 : stars féminines de l'année pour Bad Moms (partagée avec Mila Kunis, Christina Applegate, Kathryn Hahn et Annie Mumolo)

- People's Choice Awards 2017 : meilleure actrice dans une nouvelle série télévisée pour The Good Place

- People's Choice Awards 2019 : meilleure actrice dans une série télévisée comique pour The Good Place
- vCritics' Choice Television Awards 2020 : #SeeHer Award

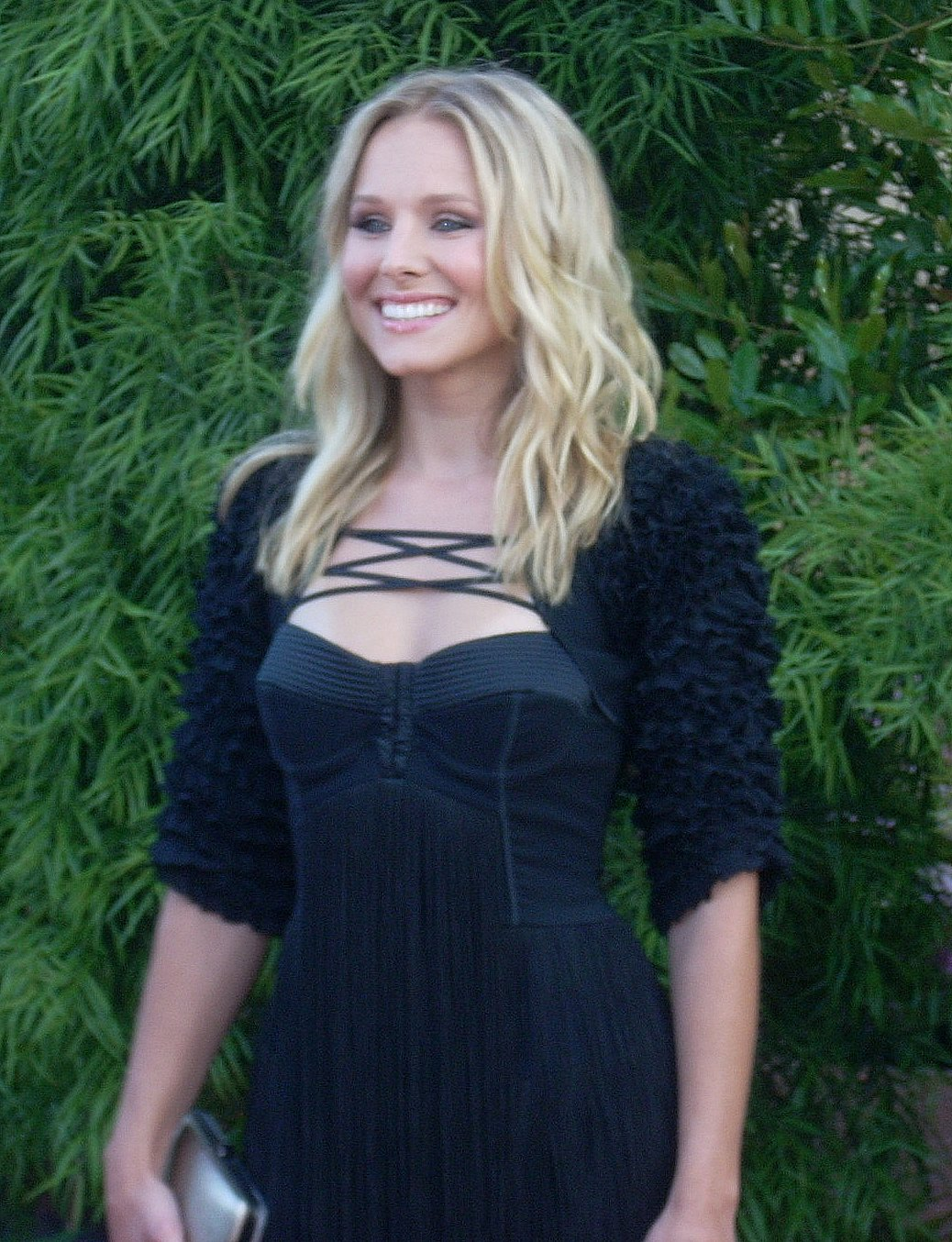
L'actrice aux Saturn Awards 2009, où elle reçoit une nomination pour sa performance dans Heroes.

### Nominations
- Online Film and Television Association Awards 2004 : meilleure actrice invitée dans une série télévisée dramatique pour Deadwood

- Gold Derby Awards 2005 : révélation de l'année pour Veronica Mars
- Online Film and Television Association Awards 2005 : meilleure actrice dans un téléfilm ou une mini-série pour Reefer Madness
- Satellite Awards 2005 : meilleure actrice dans une série télévisée dramatique pour Veronica Mars
- Saturn Awards 2005 : meilleure actrice de télévision pour Veronica Mars
- Teen Choice Awards 2005 : meilleure révélation féminine dans une série télévisée pour Veronica Mars
- TCA Awards 2005 : meilleure actrice dans une série télévisée dramatique pour Veronica Mars

- Online Film and Television Association Awards  2006 : meilleure actrice dans une série télévisée dramatique pour Veronica Mars
- Satellite Awards 2006 : meilleure actrice dans une série télévisée dramatique pour Veronica Mars
- Teen Choice Awards 2006 : meilleure actrice dans une série télévisée dramatique pour Veronica Mars

- Online Film and Television Association Awards  2007 : meilleure actrice dans une série télévisée dramatique pour Veronica Mars
- Saturn Awards 2007 : meilleure actrice de télévision pour Veronica Mars

- Teen Choice Awards 2008 : 
  - meilleure actrice dans une comédie dans Sans Sarah, rien ne va !
  - meilleure révélation féminine pour Sans Sarah, rien ne va !
- Satellite Awards 2008 : meilleure actrice dans un rôle mineur dans un programme télévisé pour Heroes

- Saturn Awards 2009 :
  - meilleure actrice invitée dans une série télévisée dans Heroes
  - meilleure guest-star dans une série télévisée pour Heroes
- Spike Video Game Awards 2009 : meilleure performance féminine dans un jeu vidéo pour Assassin's Creed II
- MTV Movie Awards 2009 : meilleure séquence dans Sans Sarah, rien ne va ! avec Jason Segel
- Teen Choice Awards  2010 :
  - meilleure actrice dans une comédie pour Thérapie de couples
  - meilleure actrice dans une comédie romantique pour C'était à Rome
- Spike Video Game Awards 2010 : meilleure performance féminine dans un jeu vidéo pour Assassin's Creed Brotherhood

- Scream Awards 2011 : meilleur caméo dans Scream 4 (partagée avec Anna Paquin)

- Gotham Independent Film Awards 2012 : meilleure distribution pour Safety Not Guaranteed

- EDA Awards 2013 :  plus grande différence d'âge entre le personnage principal (21 ans) et sa promise (33 ans) dans un drame romantique pour The Lifeguard (partagé avec David Lambert)
- The Streamy Awards 2013 : meilleure actrice dans une série télévisée comique pour Burning Love

- MTV Movie & TV Awards 2014 : personnage préféré pour Veronica Mars
- Online Film and Television Association Awards 2014 : meilleure actrice invitée dans une série télévisée comique pour Parks and Recreation
- Teen Choice Awards 2014 :
  - meilleure performance de doublage dans un film pour La Reine des Neiges
  - meilleure actrice dans un film dramatique pour Veronica Mars

- People's Choice Awards 2015 : actrice de télévision préférée

- IGN Summer Movie Awards 2017 : meilleure actrice dans une série télévisée comique pour The Good Place
- People's Choice Awards 2017 : meilleure actrice dans une comédie pour Bad Moms
- Television Critics Association Awards 2017 : meilleure actrice dans une série télévisée comique pour The Good Place

- Broadcast Film Critics Association Awards 2018 : meilleure actrice dans une série télévisée comique pour The Good Place
- Gold Derby Awards 2018 : 
  - meilleure actrice dans une série télévisée comique pour The Good Place
  - meilleure distribution de l'année pour The Good Place
- Legionnaires of Laughter Legacy Awards 2018 : meilleure actrice comique
- Teen Choice Awards 2018 : meilleure actrice dans une série télévisée comique pour The Good Place

- Gold Derby Awards 2019 : meilleure actrice dans une série télévisée comique de la décennie pour The Good Place
- Golden Globes 2019 : meilleure actrice dans une série télévisée musicale ou comique pour The Good Place
- Washington DC Area Film Critics Association 2019 : meilleure performance de doublage pour La Reine des Neiges 2
- Alliance of Women Film Journalists 2020 : meilleure animation féminine pour La Reine des Neiges 2
- Golden Globes 2025 : Meilleure actrice dans une série télévisée musicale ou comique pour Nobody Wants This

## Voix francophones
En version française, Kristen Bell est notamment doublée à ses débuts par Alexandra Garijo dans Un été avec mon père, Ludmila Ruoso dans Mes plus belles années,, Léa Gabriele dans Le Choix de Gracie, Fily Keita dans Deadwood, Marie Tirmont dans Spartan et Céline Ronté dans Deepwater.
La doublant dans un premier temps dans The Shield et Veronica Mars,  Laura Préjean devient sa voix régulière à partir du milieu des années 2000. Elle la retrouve notamment dans Heroes, Quitte-moi... si tu peux !, Burlesque, les films Bad Moms, The Good Place, Tel Père ou encore La Femme qui habitait en face de la fille à la fenêtre.
En parallèle, elle est notamment doublée à quatre reprises par Chloé Berthier dans les séries Gossip Girl de 2007 et de 2021, My Movie Project et Parks and Recreation. Laura Blanc la double à trois reprises dans Sans Sarah, rien ne va !, Thérapie de couples et Party Down tandis qu'elle est doublée à titre exceptionnel par  Clotilde Morgiève dans Fanboys Caroline Pascal dans Scream 4, Delphine Moriau dans Miracle en Alaska, Nancy Philippot  dans House of Lies et Claire Tefnin dans Liv et Maddie. 
En version québécoise, Catherine Proulx-Lemay est la voix la plus régulière de l'actrice.  Elle la double notamment dans Pulsation, Un amour attachant, Couples en vacances, Burlesque,Encore toi, Frissons 4, Le Grand Miracle, Délits et fuite, La Patronne ou encore les films Mères indignes.
Elle est également doublée par Pascale Montreuil dans Oublie Sarah Marshall et Les fans ainsi que par Aline Pinsonneault dans 72 heures.